# Muriel fait le désespoir de ses parents
Pour plus de détails, voir Fiche technique et Distribution.
Muriel fait le désespoir de ses parents est un film de Philippe Faucon et diffusé en 1995 et sorti en 1997.

## Synopsis
Cette comédie dramatique met en scène une jeune adolescente qui découvre l'amour. Elle ressent une attirance pour une de ses amies et finalement s'aperçoit qu'elle est homosexuelle. Pour elle c'est un choc, pourtant, elle tente d'assumer son homosexualité. Par contre, ses parents réprouvent totalement la vie amoureuse de leur fille.

## Fiche technique
- Réalisation : Philippe Faucon
- Scénario : Philippe Faucon et Catherine Klein
- Production : Humbert Balsan et Pierre Chevalier
- Durée : 74 minutes
- Première diffusion : 2 juin 1995 sur Arte

## Distribution
- Catherine Klein : Muriel
- Dominique Perrier : Nora
- Serge Germany
- David Bigiaoui
- Marie Rivière : la mère de Muriel

## Accueil critique
Jacques Morice dans Les Inrockuptibles salue le film : « Sous le voile de sa fiction minimale, Muriel fait le désespoir de ses parents découvre en effet un beau documentaire intimiste : l’expérience d’un désir réciproque qui circule de chaque côté de la caméra. […] Faucon a le don de rendre justes et beaux les gens qu’il filme. […] Il règne pendant les deux tiers du film un esprit de vacance(s), une allégresse collective qui pourrait être très mièvre si le cinéaste ne procédait pas par touches discrètes. »